# Krupka (rejon berezyński)
Krupka (biał. Крупка; ros. Крупка) – wieś na Białorusi, w obwodzie mińskim, w rejonie berezyńskim, w sielsowiecie Bahuszewiczy. W 2009 roku liczyła 3 mieszkańców.